# Принс-Патрик
Принс-Патрик (англ. Prince Patrick Island) — остров в составе Канадского Арктического архипелага, принадлежит Канаде, самый западный из группы островов Королевы Елизаветы, относится к Северо-западным территориям Канады. Остров Принс-Патрик необитаем (2012).

## География

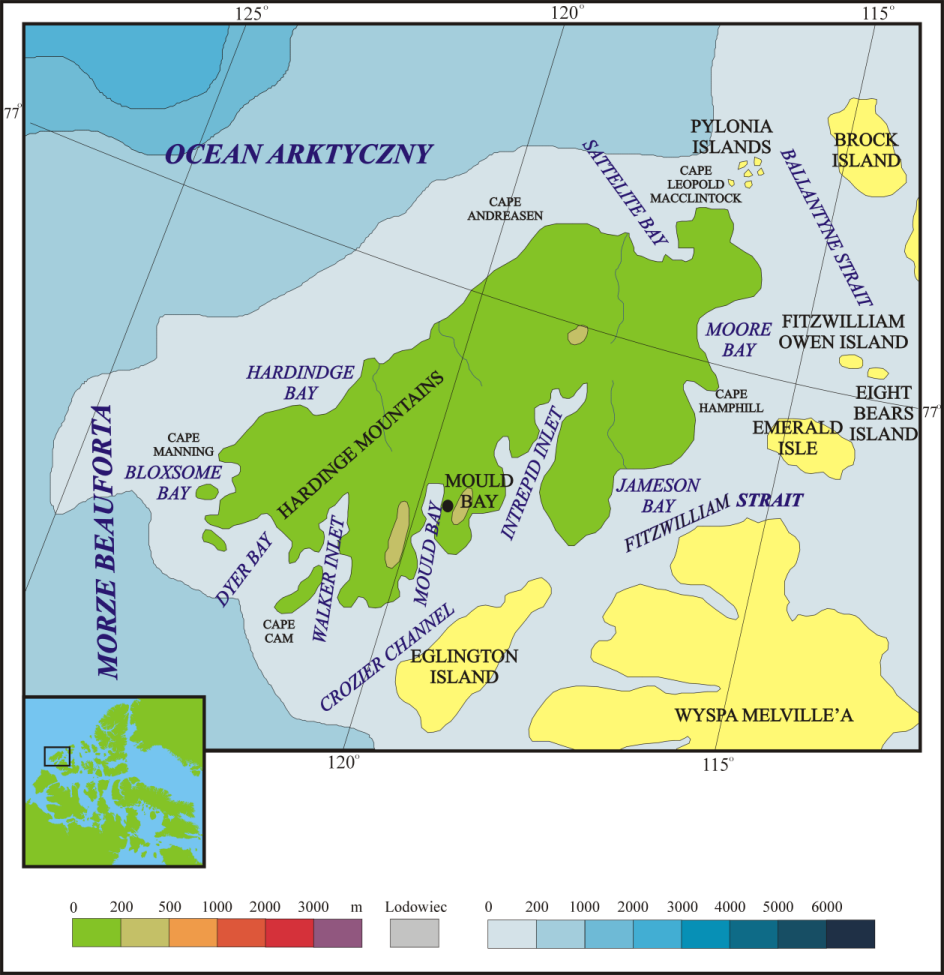
Карта острова Принс-Патрик

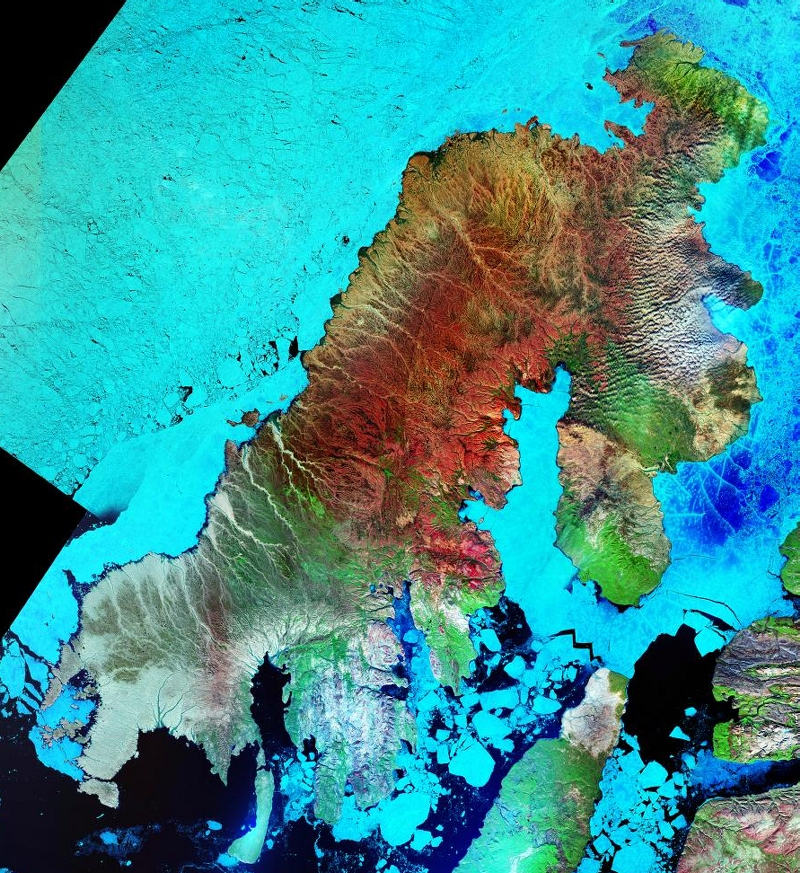
Остров Принс-Патрик (Космический снимок NASA)

Площадь острова 15 848 км², по величине занимает 55 место среди всех островов на земном шаре и 14 место в Канаде. Круглый год покрыт снегом и льдом, это одно из самых труднодоступных мест в Канаде. Максимальная высота острова всего около 277 м, остров находится в сейсмоактивной зоне. Длина береговой линии 1672 км.

## История
Остров Принс-Патрик был впервые исследован в 1853 и (гораздо позднее) был назван в честь принца Артура Вильгельма Патрика, герцога Коннаутского и Стратхернского, который являлся генерал-губернатором в 1911-16.
Высокоширотная арктическая метеорологическая станция (H.A.W.S.) под названием Молд-Бэй (Mould Bay) открылась на острове в 1948 при поддержке военных ведомств Канады и США. Персонал станции насчитывал от 10 до 40 человек. Станция закрылась в 1997 в связи с нехваткой финансирования, её заменила автоматическая станция. Строения сохранились до сих пор.